# Hanjin Shipping

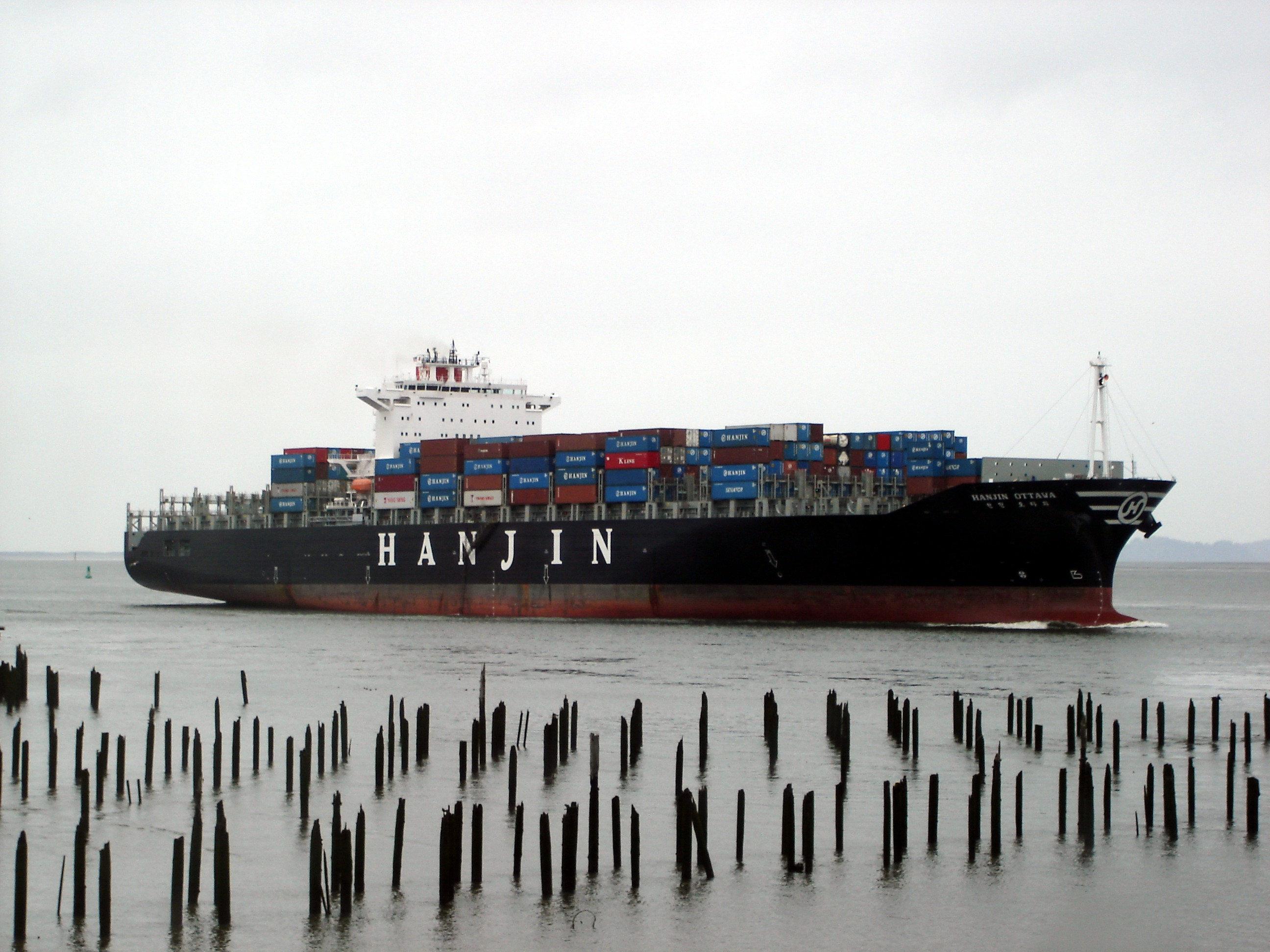
El Hanjin Ottawa.

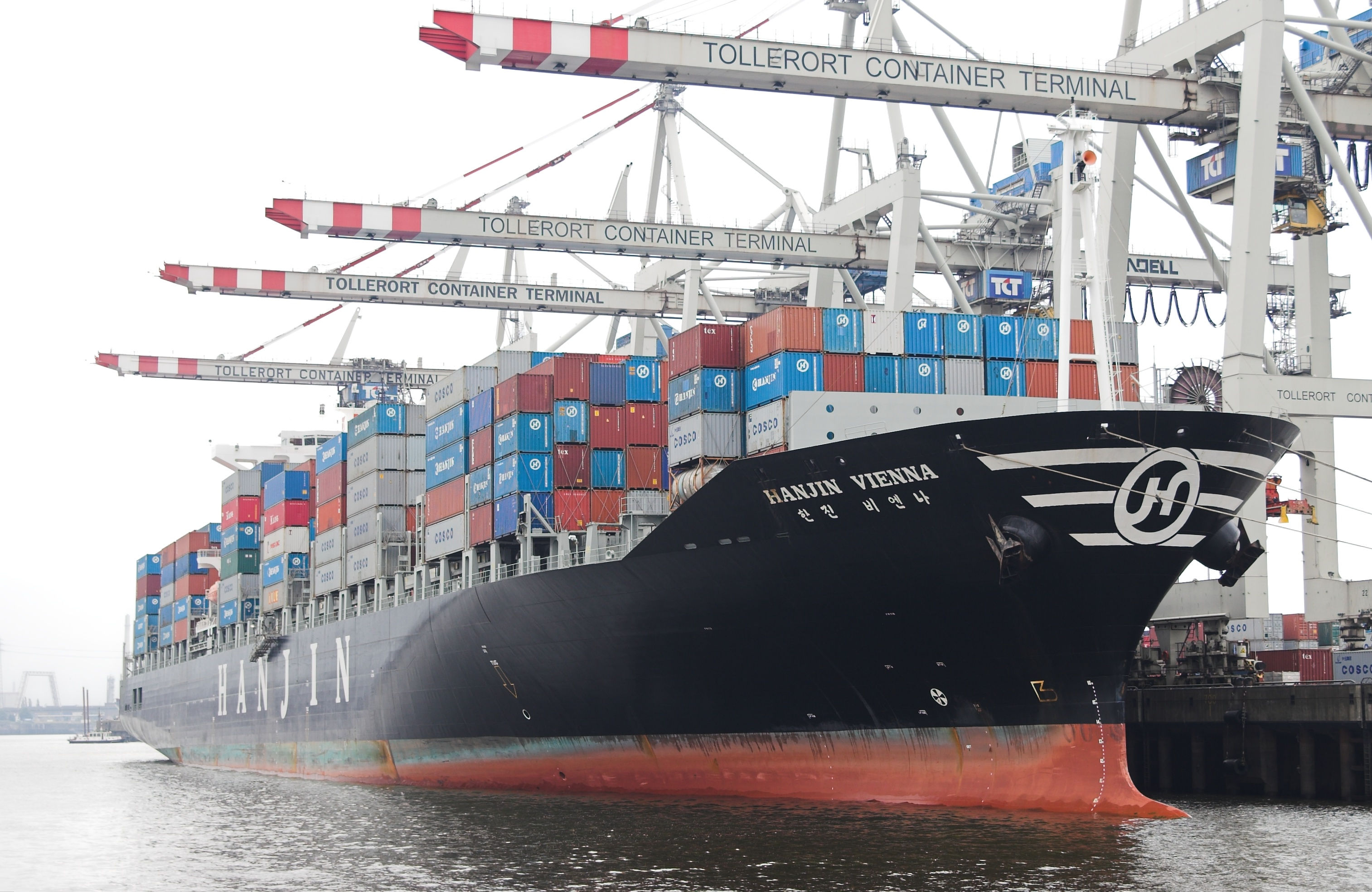
El Hanjin Vienna.

Hanjin Shipping Co., Ltd. era una empresa naviera global con base en Corea del Sur. Es subsidiaria del Grupo Hanjin.
Las filiales de Hanjin Shipping incluyen Hanjin Logistics, Keoyang Shipping, Senator Lines, y CyberLogitec. Hanjin Shipping transporta más de 100 millones de toneladas de carga anualmente. Su flota consiste aproximadamente en 200 barcos, muchos de los cuales operan en la costa oeste de los Estados Unidos.
Hanjin Shipping tiene 3 sedes regionales, 200 oficinas de ultramar, y 30 corporaciones locales. La compañía obtiene el 90% de sus ingresos en el extranjero.
La red logística de Hanjin Shipping incluye 11 terminales en Long Beach, Tokio, Kaohsiung, y Busan entre otros y seis plataformas logísticas en el interior en localizaciones como Shanghái, Qingdao, y Port Kelang. Cuatro terminales de contenedores se prevé que sean operativas en Rótterdam en 2008, en el nuevo puerto de Busan en 2009, Vietnam y Jacksonville en 2011. 
Los astilleros de reparación de Hanjin Shipping en China se prevé que sean completados en 2008; proporcionarán servicios de reparación para los buques de la compañía así como para otros cargueros, convirtiéndose así en una nueva fuente de ingresos para la compañía.
Hanjin Shipping ha recibido varios premios y reconocimientos, siendo reconocida como la mejor compañía de cargueros de transporte por Fred Meyer en 2004, y mejor compañía de cargueros oceánicos del año 2006 por Ryder System y por Owens Corning entre 2001 a 2008.
Quiebra de Hanjin Shipping
El 6 de septiembre de 2016, los medios de comunicación hacen pública la quiebra de la compañía. La naviera Hanjin se declaró en quiebra al no recibir respaldo de los bancos para poder cumplir con su deuda, que supera los 4 mil millones. El 5 de septiembre de 2016, la acción de Hanjin Shipping en la bolsa de Seúl reportó una caída de 13.7%.